# 1862 год
1862 (ты́сяча восемьсо́т шестьдеся́т второ́й) год  по григорианскому календарю — невисокосный год, начинающийся в среду. Это 1862 год нашей эры, 2‑й год 7‑го десятилетия XIX века 2‑го тысячелетия, 3‑й год 1860‑х годов. Он закончился 163 года назад.
| Пн | Вт | Ср | Чт | Пт | Сб | Вс |
|    |    | 1  | 2  | 3  | 4  | 5  |
| 6  | 7  | 8  | 9  | 10 | 11 | 12 |
| 13 | 14 | 15 | 16 | 17 | 18 | 19 |
| 20 | 21 | 22 | 23 | 24 | 25 | 26 |
| 27 | 28 | 29 | 30 | 31 |    |    |

| Пн | Вт | Ср | Чт | Пт | Сб | Вс |
|    |    |    |    |    | 1  | 2  |
| 3  | 4  | 5  | 6  | 7  | 8  | 9  |
| 10 | 11 | 12 | 13 | 14 | 15 | 16 |
| 17 | 18 | 19 | 20 | 21 | 22 | 23 |
| 24 | 25 | 26 | 27 | 28 |    |    |

| Пн | Вт | Ср | Чт | Пт | Сб | Вс |
|    |    |    |    |    | 1  | 2  |
| 3  | 4  | 5  | 6  | 7  | 8  | 9  |
| 10 | 11 | 12 | 13 | 14 | 15 | 16 |
| 17 | 18 | 19 | 20 | 21 | 22 | 23 |
| 24 | 25 | 26 | 27 | 28 | 29 | 30 |
| 31 |    |    |    |    |    |    |

| Пн | Вт | Ср | Чт | Пт | Сб | Вс |
|    | 1  | 2  | 3  | 4  | 5  | 6  |
| 7  | 8  | 9  | 10 | 11 | 12 | 13 |
| 14 | 15 | 16 | 17 | 18 | 19 | 20 |
| 21 | 22 | 23 | 24 | 25 | 26 | 27 |
| 28 | 29 | 30 |    |    |    |    |

| Пн | Вт | Ср | Чт | Пт | Сб | Вс |
|    |    |    | 1  | 2  | 3  | 4  |
| 5  | 6  | 7  | 8  | 9  | 10 | 11 |
| 12 | 13 | 14 | 15 | 16 | 17 | 18 |
| 19 | 20 | 21 | 22 | 23 | 24 | 25 |
| 26 | 27 | 28 | 29 | 30 | 31 |    |

| Пн | Вт | Ср | Чт | Пт | Сб | Вс |
|    |    |    |    |    |    | 1  |
| 2  | 3  | 4  | 5  | 6  | 7  | 8  |
| 9  | 10 | 11 | 12 | 13 | 14 | 15 |
| 16 | 17 | 18 | 19 | 20 | 21 | 22 |
| 23 | 24 | 25 | 26 | 27 | 28 | 29 |
| 30 |    |    |    |    |    |    |

| Пн | Вт | Ср | Чт | Пт | Сб | Вс |
|    | 1  | 2  | 3  | 4  | 5  | 6  |
| 7  | 8  | 9  | 10 | 11 | 12 | 13 |
| 14 | 15 | 16 | 17 | 18 | 19 | 20 |
| 21 | 22 | 23 | 24 | 25 | 26 | 27 |
| 28 | 29 | 30 | 31 |    |    |    |

| Пн | Вт | Ср | Чт | Пт | Сб | Вс |
|    |    |    |    | 1  | 2  | 3  |
| 4  | 5  | 6  | 7  | 8  | 9  | 10 |
| 11 | 12 | 13 | 14 | 15 | 16 | 17 |
| 18 | 19 | 20 | 21 | 22 | 23 | 24 |
| 25 | 26 | 27 | 28 | 29 | 30 | 31 |

| Пн | Вт | Ср | Чт | Пт | Сб | Вс |
| 1  | 2  | 3  | 4  | 5  | 6  | 7  |
| 8  | 9  | 10 | 11 | 12 | 13 | 14 |
| 15 | 16 | 17 | 18 | 19 | 20 | 21 |
| 22 | 23 | 24 | 25 | 26 | 27 | 28 |
| 29 | 30 |    |    |    |    |    |

| Пн | Вт | Ср | Чт | Пт | Сб | Вс |
|    |    | 1  | 2  | 3  | 4  | 5  |
| 6  | 7  | 8  | 9  | 10 | 11 | 12 |
| 13 | 14 | 15 | 16 | 17 | 18 | 19 |
| 20 | 21 | 22 | 23 | 24 | 25 | 26 |
| 27 | 28 | 29 | 30 | 31 |    |    |

| Пн | Вт | Ср | Чт | Пт | Сб | Вс |
|    |    |    |    |    | 1  | 2  |
| 3  | 4  | 5  | 6  | 7  | 8  | 9  |
| 10 | 11 | 12 | 13 | 14 | 15 | 16 |
| 17 | 18 | 19 | 20 | 21 | 22 | 23 |
| 24 | 25 | 26 | 27 | 28 | 29 | 30 |

| Пн | Вт | Ср | Чт | Пт | Сб | Вс |
| 1  | 2  | 3  | 4  | 5  | 6  | 7  |
| 8  | 9  | 10 | 11 | 12 | 13 | 14 |
| 15 | 16 | 17 | 18 | 19 | 20 | 21 |
| 22 | 23 | 24 | 25 | 26 | 27 | 28 |
| 29 | 30 | 31 |    |    |    |    |

## События
- Февраль — английский путешественник Джон Спик стал первым белым человеком, прибывшим на территорию современной Уганды. До мая месяца он жил в резиденции короля Буганды Мутесы, которого сумел обратить в христианство.
- 9 марта — Гражданская война в США: первый в истории бой броненосных кораблей произошёл на Хэмптонском рейде, у берегов Виргинии. Формально окончился ничьей.
- 12 апреля — Гражданская война в США: Великая паровозная гонка.
- 19 апреля — начались боевые действия между французской армией и мексиканской (26 000 солдат)[1].
- 25 апреля — Гражданская война в США: захват северянами (в ходе совместной десантной операции частей генерала Б. Ф. Батлера и кораблей капитана Д. Фаррагута) Нового Орлеана, важного торгового и стратегического центра.
- 3 мая — в Обществе любителей русской словесности с «напутным словом» к своему «Толковому словарю» выступает Владимир Даль: «И вот с какой целью, в каком духе составлен мой словарь: писал его не учитель, не наставник, не тот, кто знает дело лучше других, а кто более многих над ним трудился; ученик, собиравший весь век свой по крупице то, что слышал от учителя своего, живого русского языка…».
- 5 мая — в ходе Франко-Мексиканской войны произошла Битва при Пуэбле, выигранная мексиканской Восточной армией под командованием Игнасио Сарагосы, приостановившая французскую интервенцию.
- 20 мая — в США принят Гомстед-Акт, согласно которому любой гражданин страны мог после уплаты небольшого сбора получить из общественных фондов земельный участок до 160 акров (65 гектар)[2].
- 31 мая — Сражение при Севен-Пайнс.
- 5 июня — Франция, Испания и Вьетнам подписали в Сайгоне Договор о мире и дружбе, завершивший Вьетнамо-французскую войну 1858—1862 годов. Франция получала в полную собственность три южных вьетнамских провинции (Зядинь, Диньтыонг и Беньхоа) и о. Пуло-Кондор[3].
- 19 июня — президент Линкольн подписал принятый Конгрессом закон о запрещении рабства как во всех существующих Территориях США, так и в любых Территориях, которые могут быть приобретены в дальнейшем (при этом действие закона не распространялось на штаты и округ Колумбия).
- 27 июня — Сражение при Геинс-Милл.
- Июль — русский писатель и революционный деятель Н. Г. Чернышевский («враг номер один Российской империи», по утверждению жандармов) был арестован и размещён под стражей в Алексеевском равелине Петропавловской крепости по обвинению в составлении прокламаций «Барским крестьянам от доброжелателей поклон».
- 28 июля — Джон Спик достиг озера Виктория. Впоследствии Спику удалось повторно открыть главный приток озера — реку Кагера, при этом путешественник установил место выхода реки Виктория-Нил.
- 29 — 30 августа — Гражданская война в США: Второе сражение при Бул-Ране, северяне были разбиты.
- 5 сентября — английские аэронавты Глейшер и Коксуэлл достигли на воздушном шаре рекордной для того времени высоты 9000 метров.
- 15 сентября — Гражданская война в США: войска южан под командой Т. Дж. Джексона заняли Харперс-Ферри, захватив его 11-тысячный гарнизон и значительные запасы снаряжения.
- 17 сентября — Гражданская война в США: у Шарпсберга 40-тысячная армия Ли была атакована 70-тысячной армией Макклеллана. В ходе этого «самого кровавого дня» войны (известного как Сражение при Энтитеме) обе стороны потеряли 4808 человек убитыми, 18 578 человек было ранено. Сражение закончилось вничью, но Ли предпочёл отступить.
- 20 сентября — открытие в Великом Новгороде памятника «Тысячелетие России».
- 8 (20) сентября — открытие первой в России консерватории в Санкт-Петербурге.
- 21 сентября — в Мексику прибыло большое количество французских войск.
- 26 сентября — по инициативе эквадорского диктатора Габриеля Гарсия Морено заключён конкордат между Святым престолом и Эквадором. Эквадор превращён в своего рода католическое теократическое государство[4].
- Сентябрь — Давид Ливингстон исследовал речку Рувума, впадающую в Индийский океан на севере Мозамбика, пытаясь найти окольный маршрут к Ньясе, который бы не пересекал территории под португальским контролем.
- 13 декабря — Гражданская война в США: Битва при Фредериксберге. Превосходящие силы федеральной армии были наголову разбиты, потеряв убитыми и ранеными в два раза больше противника.
- 30 декабря — Гражданская война в США: Линкольн подписал «Прокламацию об освобождении» рабов с 1 января следующего года.
- 31 декабря — в Республике Бурятия (в Кабанском районе к северо-востоку от дельты реки Селенги) в результате 10-балльных подземных толчков, которые ощущались несколько дней, гигантский кусок земли в 200 квадратных километров (Цаганская степь) полностью ушел под воду, и на его месте теперь находится залив Провал.

### Без точных дат
- Альван Кларк обнаруживает звезду Сириус B.
- Основана крупная финская компания Stockmann.
- В ходе Тайпинского восстания многие города в провинциях Чжэцзян и Цзянсу по несколько раз переходили из рук в руки. Командующие интервентами — Ф.Уорд, французский адмирал О.-Л.Проте, полковник Ле Бретон — были убиты в боях с тайпинами.

## Родились
См. также: Категория:Родившиеся в 1862 году
- 18 марта — Лопарев Хрисанф Мефодиевич, русский учёный, византинист, исследователь древнерусской литературы, краевед (ум. 1918).
- 3 апреля — Леонид Осипович Пастернак, российский художник (ум. 1945).
- 14 апреля — Пётр Аркадьевич Столыпин, российский государственный деятель, министр внутренних дел, премьер-министр России (1906—1911).
- 30 мая — Константин Михайлович Фофанов, русский поэт (ум. 1911).
- 31 мая — Михаил Васильевич Нестеров, русский художник (ум. 1942).
- 13 июля — Николай Александрович Рубакин, русский книговед и библиограф (ум. 1946).
- 14 июля — Густав Климт, австрийский художник (ум. 1918).
- 30 июля — Николай Николаевич Юденич, русский военный деятель (ум. 1933).
- 5 августа — Джозеф Меррик, англичанин прославившийся из-за своего деформированного тела (ум. 1890).
- 22 августа — Клод Дебюсси, выдающийся французский композитор, писавший в стиле Импрессионизм, лауреат Римской премии, пианист и дирижёр (ум. 1918 год).
- 29 августа — Морис Метерлинк, выдающийся бельгийский поэт, драматург и философ, лауреат Нобелевской премии по литературе 1911 года (ум. 1949).
- 11 сентября — О. Генри (настоящее имя Уильям Сидни Портер), американский писатель (ум. 1910).
- 13 ноября — Николай Пальчевский, русский ботаник, учитель и наставник В. К. Арсеньева. Вице-председатель Общества изучения Амурского края (ум. 1909).
- 26 декабря — Александр Амфитеатров, писатель, публицист, литературный и театральный критик, драматург (ум. 1938).
- 26 декабря – Надсон, Семён Яковлевич, русский поэт (ум. 1887 год).
- Пиросманишвили, Николай Асланович — известнейший грузинский художник XX века (ум. 1905).

## Скончались
См. также: Категория:Умершие в 1862 году
- 1 января — Михаил Васильевич Остроградский, русский и украинский математик и механик (род. 1801).
- 2 марта — Панаев Иван Иванович — русский писатель, литературный критик, журналист (род. 1812).
- 21 марта — Альфред Кандид Фердинанд Виндишгрец, австрийский фельдмаршал (род. 1787).
- 9 июля — Михаил Осипович Глушневич, российский астроном, директор Виленской астрономической обсерватории; титулярный советник (род. 1797).
- 8 сентября — Игнасио Сарагоса, мексиканский генерал, национальный герой Мексики.
- 15 сентября — Людвик Кондратович, польский поэт, переводчик, драматург.
- 18 октября — Джим Крейтон, американский бейсболист.
- 6 ноября — Чарльз Дэвис Джемисон[англ.], военачальник и политик времён Гражданской войны в США (род. 1827).